# 1287 Lorcia
1287 Lorcia је астероид главног астероидног појаса са пречником од приближно 22,3 .
Афел астероида је на удаљености од 3,205 астрономских јединица (АЈ) од Сунца, а перихел на 2,813 АЈ.
Ексцентрицитет орбите износи 0,065, инклинација (нагиб) орбите у односу на раван еклиптике 9,832 степени, а орбитални период износи 1906,939 дана (5,220 година).
Апсолутна магнитуда астероида је 11,07 а геометријски албедо 0,132.
Астероид је откривен 25. августа 1933. године.